# Antônio de Castro Mayer
Antônio de Castro Mayer (Campinas, 20 giugno 1904 – Campos, 25 aprile 1991) è stato un vescovo cattolico brasiliano.
Già vescovo di Campos, fu il fondatore e il leader dell'Unione Sacerdotale di San Giovanni Maria Vianney.
Monsignor de Castro Mayer inizialmente divenne famoso come vescovo a causa di diverse lettere pastorali da lui scritte nelle quali respingeva il progressismo e difendeva il dogma e la fede cattolica nella sua diocesi. Alcune delle sue opere divennero dei bestseller in Brasile e furono tradotte in diverse lingue.
Divenne celebre soprattutto perché nel 1969, con l'autorizzazione di papa Paolo VI, conservò l'uso della messa tridentina nella diocesi di Campos, non attuando la riforma liturgica e pubblicando diverse lettere pastorali nelle quali correggeva quelli che lui definiva errori dottrinali.
Quando nel 1981 si ritirò, il suo successore nella guida diocesi, monsignor Carlos Alberto Etchandy Gimeno Navarro, sospese tutti i sacerdoti tradizionalisti che poi sarebbero entrati nell'Unione Sacerdotale di San Giovanni Maria Vianney, diretta e assistita da monsignor de Castro Mayer. Successivamente il vescovo e la sua Unione Sacerdotale si associarono alla Fraternità sacerdotale San Pio X di Marcel Lefebvre. Monsignor de Castro Mayer partecipò come co-consacrante all'ordinazione di quattro vescovi tenutasi a Ecône nel 1988 senza mandato pontificio. Per questo incorse nella scomunica Latae sententiae. Alla sua morte, nella direzione dell'Unione Sacerdotale di San Giovanni Maria Vianney gli succedette padre Licínio Rangel.

## Biografia
Antônio de Castro Mayer nacque a Campinas nel 1904 ed era figlio di João Mayer, un marmista di origini bavaresi, e di Francisca de Castro, una contadina brasiliana. Alla morte del padre, nel 1910, contribuì con il proprio lavoro ad aiutare la madre nel sostentamento dei suoi undici fratelli.

### Formazione e ministero sacerdotale

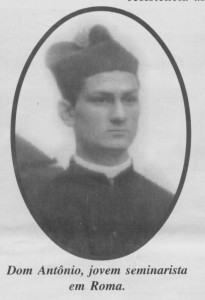
Antônio de Castro Mayer seminarista alla Pontificia Università Gregoriana di Roma nel 1922.

A dodici anni entrò nel seminario minore "Bom Jesus de Pirapora", gestito dai padri premostratensi. Nel 1922 iniziò gli studi al seminario maggiore di San Paolo e, grazie alla sua eccellente preparazione, fu mandato a Roma per completare gli studi alla Pontificia Università Gregoriana.
Il 30 ottobre 1927 fu ordinato presbitero per l'arcidiocesi di San Paolo dal cardinale Basilio Pompilj. Poco dopo conseguì il dottorato in teologia. Tornato in patria, fu per tredici anni professore al seminario maggiore di San Paolo. Insegnò filosofia, storia della filosofia e teologia dogmatica. Nel 1940 venne nominato assistente generale dell'Azione Cattolica il cui presidente era Plinio Corrêa de Oliveira. L'anno successivo venne nominato canonico della cattedrale metropolitana di San Paolo e, un anno dopo, venne nominato vicario generale. Nel 1945 venne nominato vicario e tesoriere della parrocchia di San Giuseppe di Betlemme, occupando allo stesso tempo le cattedre di religione e dottrina sociale della Chiesa, rispettivamente nella Facoltà di giurisprudenza e nell'Istituto Sedes Sapientiae, entrambi appartenenti alla Pontificia Università Cattolica di San Paolo.

### Ministero episcopale
Il 6 marzo 1948 papa Pio XII lo nominò vescovo coadiutore di Campos e titolare di Priene. Ricevette l'ordinazione episcopale il 23 maggio successivo nella chiesa di Nostra Signora del Monte Carmelo a San Paolo dall'arcivescovo Carlo Chiarlo, nunzio apostolico in Brasile, coconsacranti il vescovo di Piracicaba Ernesto de Paula e quello di Jacarezinho Geraldo de Proença Sigaud. Il 3 gennaio 1949 succedette alla medesima sede.
Sin da quando fu investito nella sua missione episcopale nel 1948, monsignor de Castro Mayer viaggiò molto per conoscere in loco la situazione spirituale e materiale della sua diocesi. Poté quindi dirigere la riorganizzazione della vita delle parrocchie, sia all'interno che nelle città. Riuscì anche a risolvere vecchi problemi che paralizzavano le attività dei Terzi ordini francescani e carmelitani, dando così nuovo splendore alle chiese situate nelle loro proprietà.
Nel 1950 fondò il mensile "Catolicismo", che divenne noto in Brasile e all'estero come esempio della stampa cattolica in lotta contro il comunismo e il liberalismo nell'ordine politico, e contro il modernismo e il progressismo nell'ordine religioso. In essa collaborarono Plinio Corrêa de Oliveira, José Azeredo dos Santos, Fernando Furquim de Almeida e Geraldo de Proença Sigaud. Scrisse anche una "Lettera pastorale sui problemi dell'apostolato moderno" che ebbe ripercussioni in Brasile e nel mondo, perché mostrava le radici di una futura crisi della Chiesa.
Nel 1956 aprì il seminario minore della sua diocesi nel villaggio, oggi città, di São Sebastião de Varre-Sai. Nel 1967 ottenne il permesso di aprire un seminario maggiore dove si erogavano corsi di filosofia e teologia. L'istituto successivamente fu trasferito a Campos.
Era molto devoto alla Madonna. Nelle sue omelie e nei ritiri insisteva molto sulla recita quotidiana del rosario, sulla campagna del rosario continuo e sulla devozione alle tre Ave Maria. Poneva enfasi anche sulla predicazione della preghiera e della penitenza, sulla consacrazione al Cuore Immacolato di Maria e sulla devozione ai primi sabati. Testimoniava l'importanza che attribuì sempre al ruolo di Maria nel raggiungimento della salvezza, nella soluzione della crisi contemporanea e nella sua attività episcopale. Infatti, come primo atto episcopale, istituì a Campos l'obbligo di dire tre Ave Maria dopo ogni sacrificio della messa.
Durante il Concilio Vaticano II monsignor de Castro Mayer divenne uno dei leader dell'ala conservatrice Coetus Internationalis Patrum. Dopo aver partecipato al concilio, ritornò nella diocesi dove si dimostrò irriducibile nel mantenimento della tradizione, in particolare nel campo della dell'ortodossia ma anche dell'ortoprassi. Questa fu la manifestazione pratica dello sforzo di proteggere le forme per trasmettere i concetti. La diocesi di Campos fu l'unica al mondo a mantenere, dopo la promulgazione del Novus Ordo Missae di papa Paolo VI, la messa tridentina come rito ufficiale della diocesi.
Nel 1968, il gruppo conservatore cattolico Tradizione, Famiglia e Proprietà organizzò una campagna per raccogliere firme che denunciavano ciò che era percepito come sinistrorso nella Chiesa. Monsignor de Castro Mayer incoraggiò la campagna. Più tardi la Conferenza nazionale dei vescovi del Brasile dichiarò che la TFP non era né riconosciuta dalla gerarchia, né considerata un'organizzazione cattolica ufficiale. Klaiber

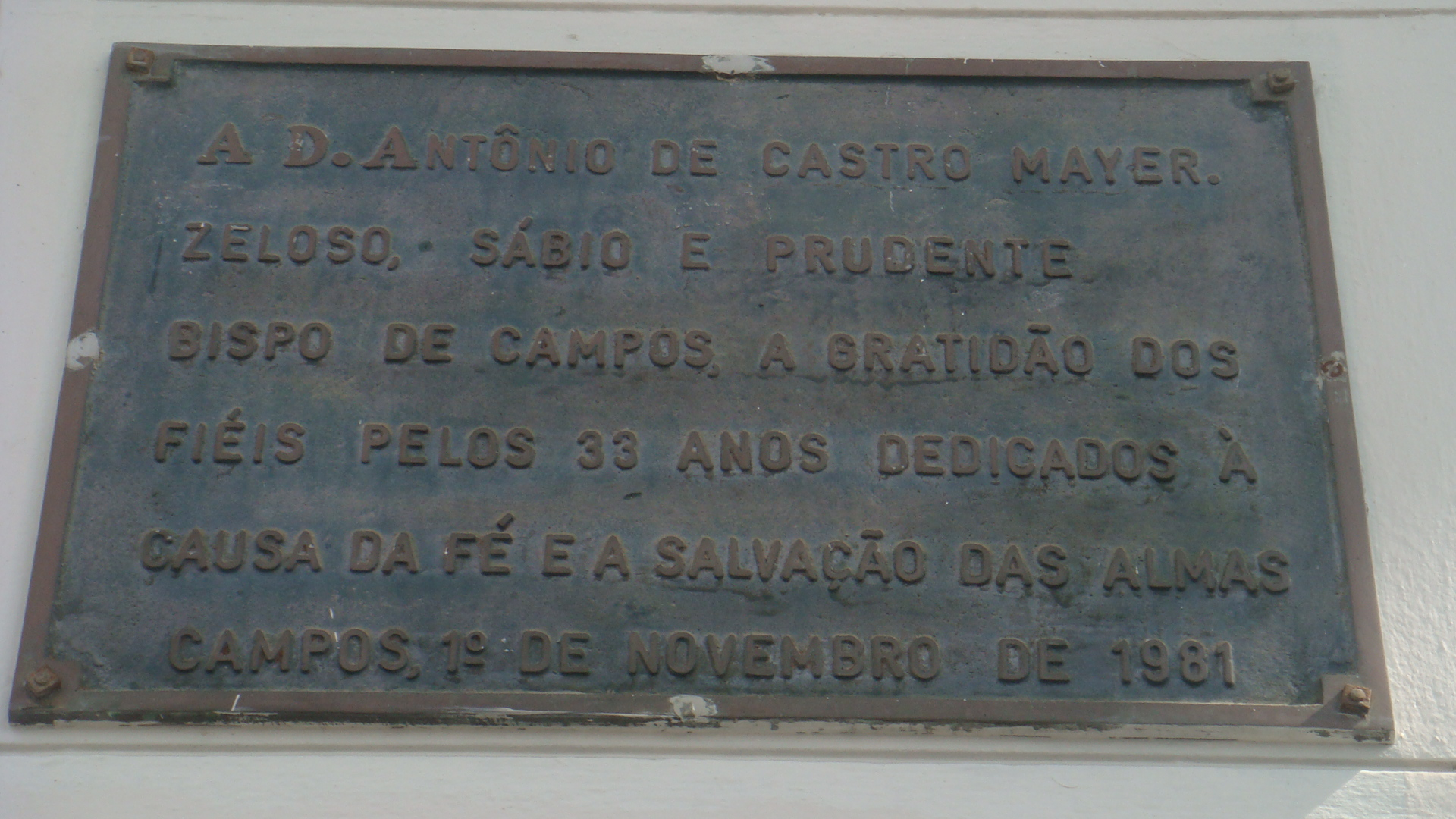
Placca posta nel 1981 nella cattedrale di Campos dopo l'ultima messa solenne presieduta da monsignor de Castro Mayer.

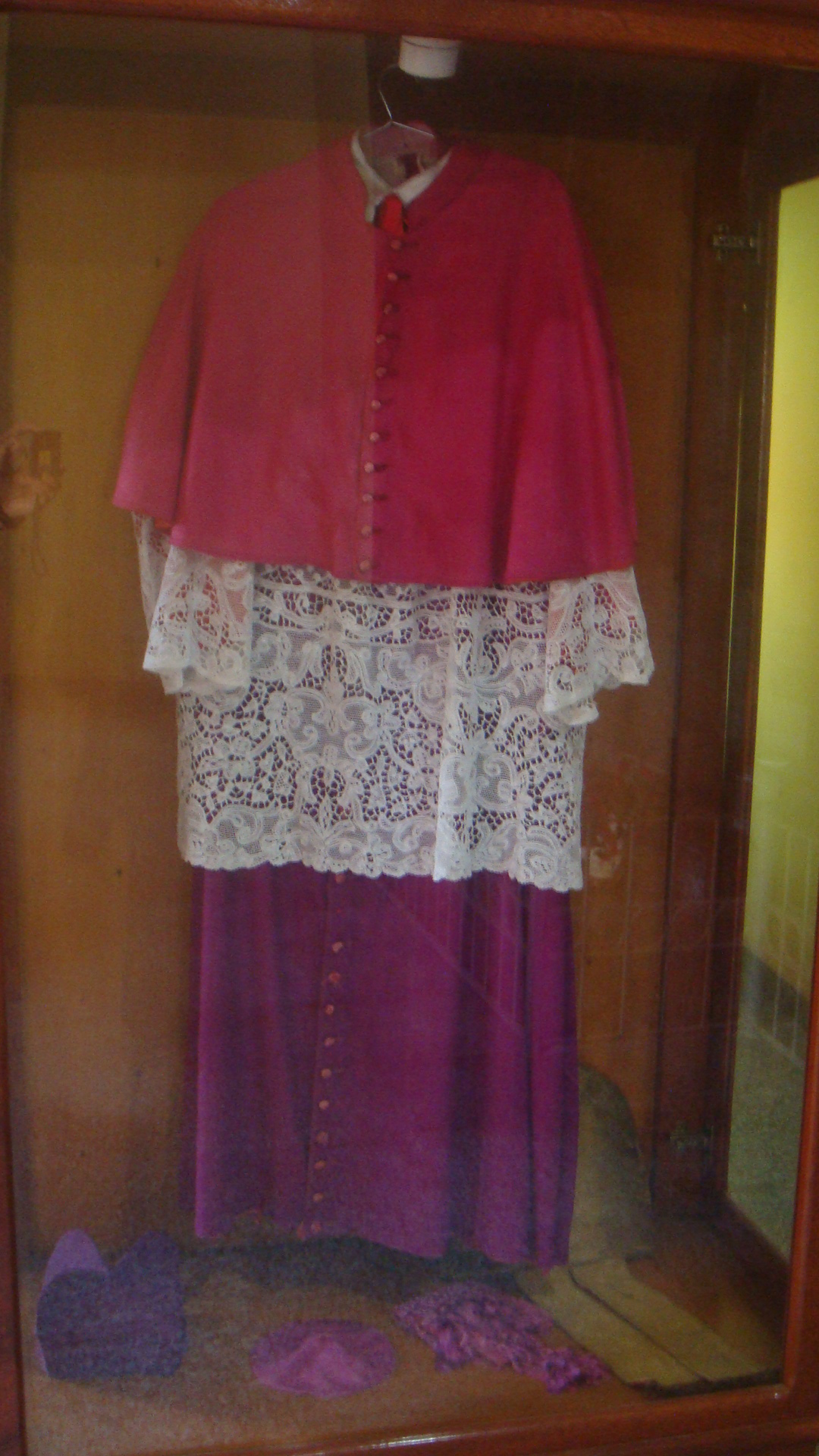
Oggetti di monsignor de Castro Mayer esposti nel museo di Bom Jesus. Quello ritratto è l'abito corale del presule composto da talare, berretta, zucchetto e fascia viola, mitra, mozzetta e cotta. Monsignor de Castro Mayer utilizzò questi abiti nelle consacrazioni di Ecône, in Svizzera, nel 1988.

Il 29 agosto 1981 papa Giovanni Paolo II accettò la sua rinuncia al governo pastorale della diocesi per raggiunti limiti di età. Il 1º novembre successivo celebrò la sua ultima messa pontificale nella cattedrale di Campos.
Con l'arrivo del nuovo vescovo Carlos Alberto Etchandy Gimeno Navarro, i sacerdoti rimasti tradizionalisti furono rimossi. Su richiesta di questi preti, monsignor de Castro Mayer decise di sostenerli e fondò così l'Unione Sacerdotale di San Giovanni Maria Vianney. Fu in grado di mantenere una "diocesi" completamente tradizionalista che contava circa 40 000 fedeli all'interno di una diocesi "normale". Organizzò cappelle parallele a quelle diocesane. La diocesi di Campos, senza i seguaci di monsignor de Castro Mayer, contava circa 850 000 cattolici.
Con l'arcivescovo francese Marcel Lefebvre fece diversi avvertimenti al papa sulla crisi che la Chiesa viveva. Il 30 giugno 1988 partecipò come co-consacrante all'ordinazione di quattro vescovi senza mandato pontificio. Il 2 luglio 1988 papa Giovanni Paolo II pubblicò il motu proprio Ecclesia Dei in cui riaffermò la scomunica e descrisse la consacrazione come un atto di "disobbedienza al Romano Pontefice in una questione molto grave e di suprema importanza per l'unità della Chiesa" e che "tale disobbedienza - che implica in pratica il rifiuto del primato romano - costituisce un atto scismatico". Il cardinale Darío Castrillón Hoyos, capo della commissione incaricata dell'attuazione del documento, affermò che ciò comportò una "situazione di separazione, anche se non si trattava di uno scisma formale".
Il suo ultimo atto pubblico fu l'ordinazione sacerdotale di padre Manoel Macedo de Farias, avvenuta a Varre-Sai il 18 dicembre 1988. Già allora era molto debole di salute.
Morì a Campos il 25 aprile 1991 all'età di 86 anni per insufficienza respiratoria. Poco prima si era rifiutato di firmare una "formula di riconciliazione" al fine di ottenere la remissione della scomunica emessa da Giovanni Paolo II. È sepolto nella cripta della cappella del Terz'Ordine di Nostra Signora del Monte Carmelo.
A capo dell'Unione Sacerdotale di San Giovanni Maria Vianney gli succedette padre Licínio Rangel. La scomunica in cui era incorso non venne revocata al momento della regolarizzazione dell'Unione Sacerdotale di San Giovanni Maria Vianney che nel 2001 divenne un'amministrazione apostolica personale. La revoca della scomunica giunse con decreto emesso dalla Congregazione per i vescovi il 21 gennaio 2009 (protocollo 126/2009). Dello stesso atto beneficiarono anche monsignor Marcel Lefebvre e i quattro vescovi da loro consacrati. Nell'ultimo comma del decreto di revoca si legge: "In base alle facoltà espressamente concessemi dal Santo Padre Benedetto XVI, in virtù del presente Decreto, rimetto ai Vescovi Bernard Fellay, Bernard Tissier de Mallerais, Richard Williamson e Alfonso de Galarreta la censura di scomunica latae sententiae dichiarata da questa Congregazione il 1º luglio 1988, mentre dichiaro privo di effetti giuridici, a partire dall'odierna data, il Decreto a quel tempo emanato". In verità nel decreto di remissione non vengono citati monsignor Lefebvre e monsignor de Castro Mayer. Dato che nel decreto di revoca si "dichiara privo di effetti giuridici, a partire dall'odierna data, il Decreto a quel tempo emanato", la revoca della scomunica interessò anche i due vescovi ordinanti.

## Genealogia episcopale
La genealogia episcopale è:
- Cardinale Scipione Rebiba
- Cardinale Giulio Antonio Santori
- Cardinale Girolamo Bernerio, O.P.
- Arcivescovo Galeazzo Sanvitale
- Cardinale Ludovico Ludovisi
- Cardinale Luigi Caetani
- Cardinale Ulderico Carpegna
- Cardinale Paluzzo Paluzzi Altieri degli Albertoni
- Papa Benedetto XIII
- Papa Benedetto XIV
- Papa Clemente XIII
- Cardinale Marcantonio Colonna
- Cardinale Giacinto Sigismondo Gerdil, B.
- Cardinale Giulio Maria della Somaglia
- Cardinale Carlo Odescalchi, S.I.
- Vescovo Eugène de Mazenod, O.M.I.
- Cardinale Joseph Hippolyte Guibert, O.M.I.
- Cardinale François-Marie-Benjamin Richard de la Vergne
- Cardinale Pietro Gasparri
- Cardinale Carlo Chiarlo
- Vescovo Antônio de Castro Mayer

## Araldica
| Stemma | Titolare                                  | Descrizione |
|        | Antônio de Castro Mayer Vescovo di Campos | D'armellino, bordato dalla gemella di rosso, al leone rampante d'oro, armato e lampassato di rosso, caricato di una croce latina dello stesso. Ornamenti esteriori da vescovo. Motto: Ipsa conteret |